# Países Bajos en los Juegos Olímpicos de Oslo 1952
Los Países Bajos estuvieron representados en los Juegos Olímpicos de Oslo 1952 por un total de 11 deportistas que compitieron en 3 deportes.  
El portador de la bandera en la ceremonia de apertura fue el patinador de velocidad Wim van der Voort.

## Medallistas
El equipo olímpico neerlandés obtuvo las siguientes medallas:
| Nombre               | Deporte               | Competición |
| -------------------- | --------------------- | ----------- |
| Oro                  |                       |             |
| —                    |                       |             |
| Plata                |                       |             |
| Willem van der Voort | Patinaje de velocidad | 1500 m M    |
| Cornelis Broekman    | Patinaje de velocidad | 5000 m M    |
| Cornelis Broekman    | Patinaje de velocidad | 10 000 m M  |
| Bronce               |                       |             |
| —                    |                       |             |